# USS Duncan (DD-485)
Pour les articles homonymes, voir Duncan.
L’USS Duncan est un destroyer de classe Gleaves de l'United States Navy qui participe à la Seconde Guerre mondiale.